# Peter Adoboh
Peter Iorzuul Adoboh (ur. 14 kwietnia 1958 w Tse-Kucha, zm. 14 lutego 2020 w Abudży) – nigeryjski duchowny katolicki, biskup Katsina-Ala w latach 2013-2020.

## Życiorys

### Prezbiterat
Święcenia kapłańskie przyjął 30 czerwca 1984 i został inkardynowany do diecezji Makurdi. Przez dwa lata pracował jako wikariusz, zaś w latach 1986-1987 był wicerektorem niższego seminarium w Aliade. Po odbyciu w latach 1987-1988 studiów w Wielkiej Brytanii objął funkcję ojca duchownego i wykładowcy seminarium w Makurdi, gdzie pracował do 2001. W kolejnych latach był proboszczem w Kubwie (2001-2004), Adikpo (2004-2009) oraz Ihugh (2009-2012).

### Episkopat
29 grudnia 2012 papież Benedykt XVI mianował go biskupem ordynariuszem Katsina-Ala. Sakry biskupiej udzielił mu 23 lutego 2013 ordynariusz Makurdi - biskup Athanasius Usuh.
Zmarł w szpitalu w Abudży 14 lutego 2020.